# Tylophora picta
Tylophora picta är en oleanderväxtart som beskrevs av Ying Tsiang. Tylophora picta ingår i släktet Tylophora och familjen oleanderväxter. Inga underarter finns listade i Catalogue of Life.